# Otto von Tettau
Otto Wilhelm Anton Heinrich Freiherr von Tettau (* 13. April 1868 in Erfurt; † 13. Januar 1946 in München) war ein deutscher Generalleutnant der Reichswehr.

## Leben

### Herkunft
Otto entstammt dem Adelsgeschlecht von Tettau. Er war der Sohn des Juristen, Oberregierungsrates und Historikers Wilhelm von Tettau (1804–1894) und dessen zweiter Ehefrau Adolphine, geborene Herrmann (* 1838). Sein jüngerer Bruder war der Architekt Wilhelm von Tettau (1872–1929).

### Militärkarriere
Aus dem Kadettenkorps kommend wurde Tettau am 18. März 1886 als charakterisierter Portepeefähnrich dem 2. Leib-Husaren-Regiment der Preußischen Armee in Posen überwiesen und avancierte bis Mitte September 1887 zum Sekondeleutnant. Er absolvierte zur weiteren Ausbildung 1894/87 die Kriegsakademie, stieg zwischenzeitlich zum Premierleutnant auf und war anschließend zur Dienstleistung beim Großen Generalstab nach Berlin kommandiert. Unter Stellung à la suite seines Regiments und unter Verleihung des Charakters als Rittmeister wurde Tettau am 23. März 1901 zum Oberquartiermeisteradjutanten ernannt. Das Patent zu seinem Dienstgrad erhielt er Mitte September 1901. Unter Enthebung von seiner Stellung als Oberquartiermeisteradjutant und Überweisung zum Großen Generalstab wurde Tettau am 22. März 1902 als Hauptmann in den Generalstab der Armee versetzt. Nach einer Kommandierung auf sechs Monate zum Generalstab des XVII. Armee-Korps kehrte er Ende September 1904 mit der Ernennung zum Eskadronchef im Dragoner-Regiment „von Wedel“ (Pommersches) Nr. 11 in Lyck in den Truppendienst zurück. Daran schloss sich eine Verwendung im Generalstab der 8. Division an, wo er am 21. März 1908 mit Wirkung zum 1. April 1908 zum Major befördert wurde. Nach einer weiteren Verwendung im Großen Generalstab kam Tettau 1911 zum Stab des Dragoner-Regiments „von Arnim“ (2. Brandenburgisches) Nr. 12 nach Gnesen. Zum 1. Oktober 1913 wurde Tettau zum Kommandeur des neu aufgestellten Jäger-Regiments zu Pferde Nr. 7 in Trier ernannt und am 22. April 1914 zum Oberstleutnant befördert.
Bei Beginn des Ersten Weltkrieges führte Tettau 1914 sein Regiment als Teil der 16. Kavallerie-Brigade der 3. Kavallerie-Division an der Westfront ins Feld. Im Frühjahr 1915 wurde das Regiment an die Ostfront verlegt und zu Sicherungs- und Aufklärungsdiensten eingesetzt. Am 27. Januar 1917 wurde Tettau zum Oberst befördert. Von Februar bis Dezember 1918 war er Kommandeur der 17. Landwehr-Infanterie-Brigade. Nach dem Waffenstillstand von Compiègne war er vom 18. Dezember 1918 bis zur Auflösung Ende Februar 1919 wieder Kommandeur des Jäger-Regiments zu Pferde Nr. 7.
Anschließend wurde Tettau in die Reichswehr übernommen, 1920 Kommandeur des Reiter-Regiments 11 in Lüben und mit Patent am 1. Dezember 1920 zum Generalmajor befördert. Anfang Juni 1921 wurde er zum Kommandeur der 1. Kavallerie-Division in Frankfurt (Oder) ernannt und Anfang April 1923 unter Verleihung des Charakters als Generalleutnant aus dem Dienst verabschiedet.
1931 kandidierte Tettau für die Deutschnationale Volkspartei (DNVP).

### Familie
Tettau hatte sich am 10. November 1900 in Hartau mit Elisabeth Gräfin von Stosch (* 1869) verheiratet. Aus der Ehe gingen die Kinder Erica (* 1901), Joachim (* 1904) und Elisabeth (* 1909) hervor.

## Schriften
- Das Jäger-Regiment zu Pferde Nr. 7 im Weltkriege. W. Kolk, 1929.